# XY-systemet

Drosophila könskromosomer

XY-systemet är ett könsbestämningssystem som används för att klassificera många däggdjur, inklusive människor, vissa insekter (Drosophila), några ormar, vissa fiskar (guppies) och vissa växter (Ginkgoträd). I detta system bestäms en individs kön av ett par könskromosomer. I de flesta fall har honor två av samma sorts könskromosomer (XX), och kallas det homogametiska könet. Hanar har två olika sorters könskromosomer (XY), och kallas det heterogametiska könet.Hos hannarna har hälften av sädescellerna Y-kromosomen och den andre hälften, i likhet med samtliga obefruktade äggceller, innehåller X-kromosomen.
Hos människor är närvaron är Y-kromosomens uppgift att utlösa manlig utveckling. I frånvaro av Y-kromosomen kommer fostret att genomgå kvinnlig utveckling. Det finns olika undantag, som individer med Klinefelters syndrom (som har XXY-kromosomer), Swyers syndrom (kvinnor med XY-kromosomer) och XX manligt syndrom (de la Chapelles syndrom, män med XX-kromosomer), men dessa undantag är sällsynta. I vissa fall har en till synes normal kvinna med vagina, livmoderhals och äggstockar XY-kromosomer, men SRY-genen har stängts av.Hos de flesta arter med XY-könsbestämning måste en organism ha minst en X-kromosom för att överleva.
XY-systemet kontrasterar på flera sätt med ZW-könsbestämningssystemet som finns hos fåglar, vissa insekter, många reptiler och olika andra djur, där det heterogametiska könet är kvinnligt. Man hade länge trott att hos alla ormar bestämdes kön av ZW-systemet, men det hade gjorts observationer av oväntade effekter i genetiken hos arter i familjerna Boidae och Pythonidae; till exempel producerade partenogen reproduktion endast honor snarare än hanar, vilket är motsatsen till vad som kan förväntas i ZW-systemet. Under de första åren av 2000-talet föranledde sådana observationer forskning som visade att alla pytonormar och boor som hittills undersökts definitivt har XY-systemet för könsbestämning.
Ett temperaturberoende könsbestämningssystem finns hos vissa reptiler och fiskar.

## Mekanism
Alla djur har en uppsättning DNA som kodar för gener som finns på kromosomerna. Hos människor, de flesta däggdjur, och vissa andra arter, kodar två av kromosomerna, X-kromosomen och Y-kromosomen, för kön. Hos dessa arter finns en eller flera gener på deras Y-kromosom som bestämmer manlighet. I denna process verkar en X-kromosom och en Y-kromosom för att bestämma avkommans kön, ofta på grund av gener på Y-kromosomen som kodar för manlighet. Avkommor har två könskromosomer: en avkomma med två X-kromosomer (XX) kommer att utveckla kvinnliga egenskaper och en avkomma med en X- och en Y-kromosom (XY) kommer att utveckla manliga egenskaper.

### Däggdjur
Hos de flesta däggdjur bestäms kön av närvaron av Y-kromosomen. Detta gör individer med XXY och XYY karyotyper till manliga, och individer med X och XXX karyotyper till kvinnliga.
På 1930-talet fastställde Alfred Jost att närvaron av testosteron krävdes för Wolffian-kanalens utveckling hos kaninhanen.
SRY är en könsbestämmande gen på Y-kromosomen i therianerna (placentala däggdjur och pungdjur). Icke-mänskliga däggdjur använder flera gener på Y-kromosomen.
Inte alla mansspecifika gener finns på Y-kromosomen. Platypus, en monotrem, använder fem par av olika XY-kromosomer med sex grupper av manligt länkade gener, AMH är huvudbrytaren.

#### Människor

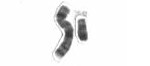
Mänskliga manliga XY-kromosomer efter G-bandning

En enda gen (SRY) som finns på Y-kromosomen fungerar som en signal för att rikta utvecklingsvägen mot manlighet. Närvaron av denna gen startar viriliseringsprocessen. Detta och andra faktorer resulterar i könsskillnaderna hos människor. Cellerna hos honor, med två X-kromosomer, genomgår X-inaktivering, där en av de två X-kromosomerna inaktiveras. Den inaktiverade X-kromosomen förblir i en cell som en Barrkropp.

### Andra djur
Vissa arter av sköldpaddor har konvergent utvecklat XY-könsbestämningssystem, särskilt de i Chelidae och Staurotypinae.
Andra arter (som de flesta Drosophila-arter) använder närvaron av två X-kromosomer för att bestämma kvinnlighet: en X-kromosom ger förmodad manlighet, men närvaron av Y-kromosomgener krävs för normal manlig utveckling. Hos bananflugan är individer med XY hanar och individer med XX honor. Dock kan individer med XXY eller XXX också vara kvinnliga och individer med X kan vara manliga.

## Växter
Väldigt få tvåbyggande angiospermarter har XY-könsbestämning, till exempel Silene latifolia. Hos dessa arter liknar könsbestämning däggdjur där hanen är XY och honan är XX.

### Andra system
Medan XY-könsbestämning är den mest välbekanta, eftersom det är systemet som människor använder, finns det en rad alternativa system i naturen. Inversen av XY-systemet (kallas ZW för att särskilja det) används hos fåglar och många insekter, där det är honorna som är heterogametiska (ZW), medan hanarna är homogametiska (ZZ).
Många insekter av ordningen Hymenoptera har istället ett haplo-diploidsystem, där honorna är fulldiploida (med alla kromosomer som visas i par) men hanarna är haploida (har bara en kopia av alla kromosomer). Vissa andra insekter har X0 könsbestämningssystemet, där bara den könsbestämmande kromosomen varierar i ploiditet (XX hos honor men X hos hanar), medan alla andra kromosomer uppträder i par hos båda könen.